# 貞繼夫人
貞繼夫人（?—?），新羅第45代君主神武王金祐徵的夫人，第46代君主文聖王金庆膺的母亲。
貞繼夫人又称貞從夫人，嫁给元聖王孫上大等金均貞的儿子金祐徵，生下儿子金膺廉。838年（神武王元年、唐文宗开成元年），金祐徵击败闵哀王，继承王位，是为神武王。史书只是记载神武王追封父母为大王太后，没有记载册封貞繼夫人为王妃、王后。同年七月，神武王死后，貞繼夫人所生的金庆膺即位，是为文聖王。文聖王尊母亲为定宗太后。

## 家族
- 父亲：金○明
- 丈夫：神武王金祐徵
  - 儿子：文聖王金庆膺
  - 女儿：光懿太后
  - 女婿：金啟明
    - 外孙：景文王金膺廉